# Yuri Manin
Pour les articles homonymes, voir Manin (homonymie).
Yuri Ivanovich Manin (en russe : Ю́рий Ива́нович Ма́нин, Iouri Ivanovitch Manine), né le 16 février 1937 à Simferopol (république socialiste soviétique autonome de Crimée, URSS) et mort le 7 janvier 2023, est un mathématicien soviétique puis russe et allemand.

## Biographie
Connu pour ses travaux en géométrie algébrique et en géométrie diophantienne ainsi que pour de nombreux travaux d'exposition allant de la logique mathématique à la physique théorique, il est l'un des fondateurs de la géométrie algébrique non commutative et de l'informatique quantique.
Il est professeur à l'Institut Max-Planck de mathématiques à Bonn et à l'université Northwestern de Chicago.
Étudiant d'Igor Chafarevitch, Yuri Manin a dirigé plus de quarante thèses, dont celles d'Alexander Beilinson, Ivan Cherednik, Vladimir Drinfeld, Mikhaïl Kapranov, Victor Kolyvagin, Vladimir Berkovitch et Viatcheslav Chokourov (en).
Yuri Manin meurt le 7 janvier 2023,.

## Prix et distinctions
Yuri Manin a reçu entre autres le prix Lénine en 1967, la médaille Brouwer en 1987, le prix Nemmers en mathématiques en 1994, le prix Schock en 1999, la médaille Cantor en 2002 et le prix Bolyai en 2010. Il est docteur honoris causa de l'université Pierre-et-Marie-Curie (1999).